# Francesc Xavier Julià
Francesc Xavier Julià Fontané (San Gregorio, Gerona , España, 11 de julio de 1961) es un exfutbolista y entrenador español que se desempeñaba como delantero. Es el hermano del también exfutbolista Narcís Julià. Actualmente es entrenador del Huércal-Overa Club de Fútbol de la Tercera División Grupo XIII.

## Trayectoria como jugador
Juliá se formó en las bases del Real Madrid, donde compartió vestuario y éxitos con la 'quinta del Buitre'. Después pasó tres años con el Real Oviedo en Primera. Recaló en el Real Murcia en 1992 tras el descenso administrativa a Segunda B, pero logró devolverlo a Segunda con Vicente Carlos Campillo en el banquillo.

## Clubes
| Club                       | País   | Año       |
| -------------------------- | ------ | --------- |
| Real Madrid Castilla C. F. | España | 1980-1982 |
| Real Madrid C. F.          | España | 1981-1982 |
| Real Madrid Castilla C. F. | España | 1982-1985 |
| Real Oviedo                | España | 1985-1988 |
| Palamós C. F.              | España | 1988-1991 |
| Real Murcia                | España | 1992-1993 |

| Club                                    | País   | Año       |
| --------------------------------------- | ------ | --------- |
| Águilas Club de Fútbol                  | España | 2001-2002 |
| Imperial Promesas                       | España | 2006-2007 |
| Girona Fútbol Club (Director deportivo) | España | 2010-2011 |
| FC Pinatar                              | España | 2015-2017 |
| Huércal-Overa Club de Fútbol            | España | 2018-2019 |

## Palmarés como jugador
- 1 Copa del rey (1981-82)